# Colestiramină
Colestiramina este un medicament hipolipemiant, o rășină schimbătoare de ioni ce fixează acizii biliari, fiind utilizat în tratamentul anumitor tipuri de dislipidemii. Calea de administrare disponibilă este cea orală.

## Utilizări medicale
Colestiramina este utilizată în asociere cu un inhibitor de HMG-CoA reductază (cu o statină) ca tratament asociat dietei, la pacienții cu hipercolesterolemie. Mai este utilizată în tratamentul diareei datorate malabsorbției de acizi biliari.

## Reacții adverse
Principalele efecte adverse asociate tratamentului cu colestiramină sunt: flatulența și constipația.

## Farmacologie
Colestiramina se fixează de acizii biliari formând complexe insolubile. Aceste complexe fac ca acizii biliari să fie eliminați prin fecale, deoarece în mod normal ei s-ar absorbi de la nivelul tractului intestinal și s-ar întoarce în ficat pe calea circulației enterohepatice (inhibă reabsorbția lor).